# Didymodon neomexicanus
Didymodon neomexicanus là một loài rêu trong họ Pottiaceae. Loài này được (Sull. & Lesq.) Kindb. mô tả khoa học đầu tiên năm 1897.